# Herrschaft Grüningen
Die Herrschaft Grüningen entstand im ausgehenden Spätmittelalter als Regensberger Gründung und bestand bis 1798. Zwischen 1406 respektive 1416 und 1798 war Grüningen eine Landvogtei («Äussere Vogtei») der Stadt Zürich.

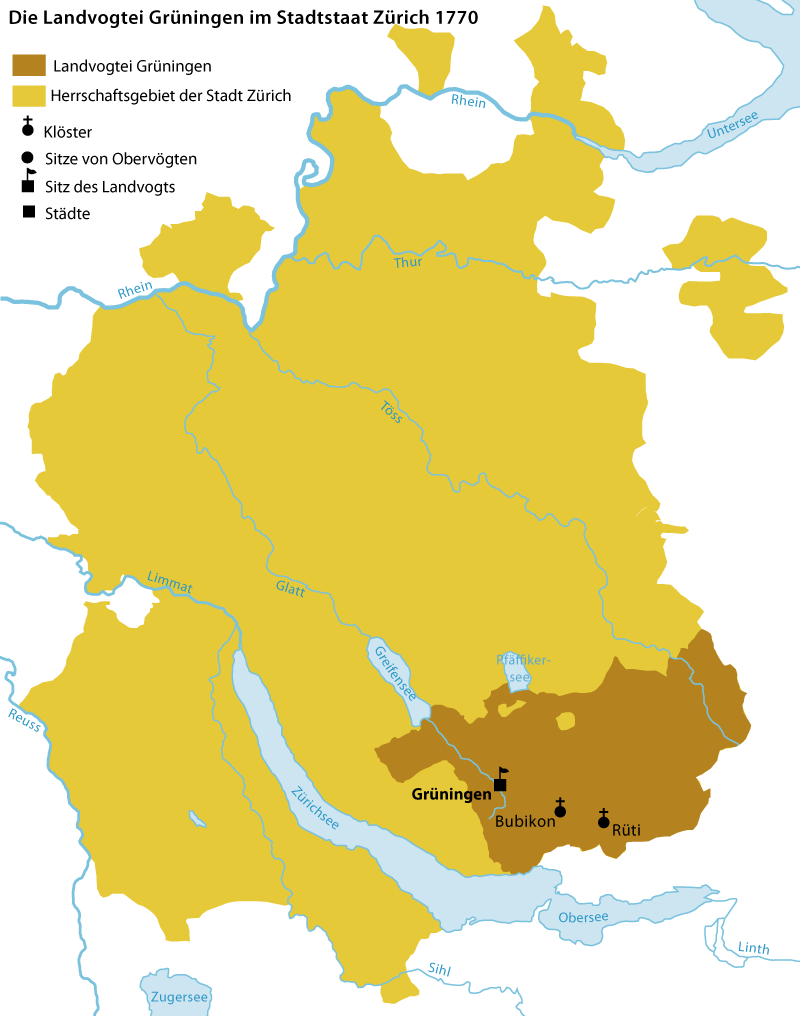
Die Landvogtei Grüningen im Stadtstaat Zürich im 18. Jahrhundert

## Geschichte

### Rapperswiler und Kyburger (um 1217–53)
Urkundlich erwähnt wird Grüningen im Einkünfte-Urbar des Klosters Einsiedeln in den Jahren 1217–22. Kastvögte des Klosters waren die Rapperswiler, und daher wird vermutet, dass diese um das Jahr 1220 den Grundstein für die Burg Grüningen legten.
Um 1230 verlor das Kloster Einsiedeln seinen Grundbesitz um Grüningen an das Kloster St. Gallen, das die Gebiete vorerst den Grafen von Kyburg verpfändete.
Im Jahr 1243 soll ein kyburgischer Amtmann in Grüningen urkundlich gesichert sein.

### Regensberger und Habsburger (1253–1406)
1253 übergab das Kloster St. Gallen die Vogteirechte über Grüningen zusammen mit den Höfen Dürnten und Altorf an Lüthold VI. von Regensberg. Im gleichen Zeitraum wird die Entstehung des Städtchens vor der Burg datiert, und der Stadtwerdungsprozess den Regensbergern zugeordnet. Städtchen und Burg Grüningen wurden als Verwaltungszentrum und eine der wichtigsten Besitzungen der Regensberger ausgebaut. Im Jahr 1260 befreiten die Regensberger das benachbarte Kloster Rüti von Steuerabgaben an Grüningen.

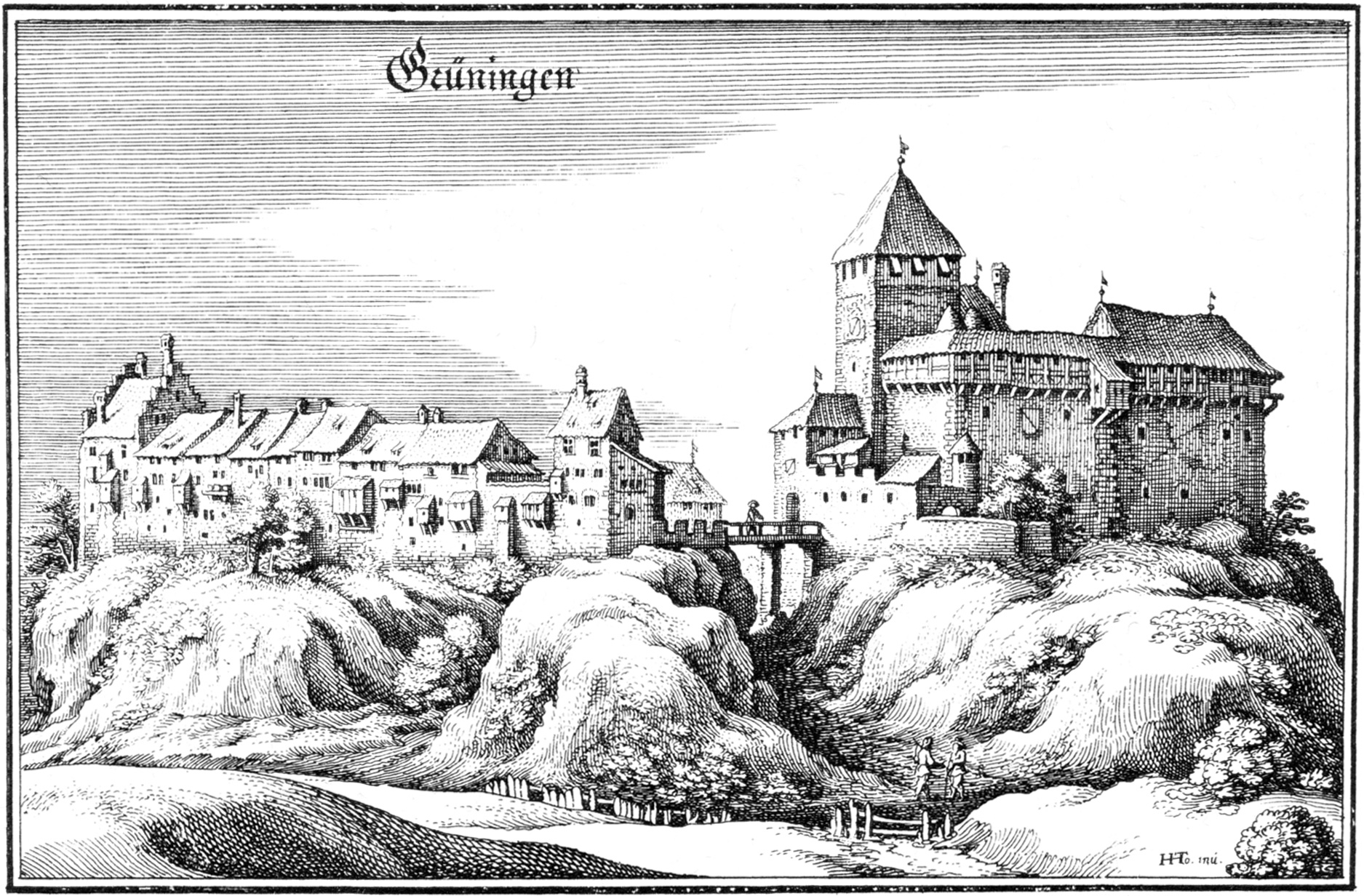
Stadt und Landvogteischloss Grüningen ca. 1650, Stich von Matthäus Merian

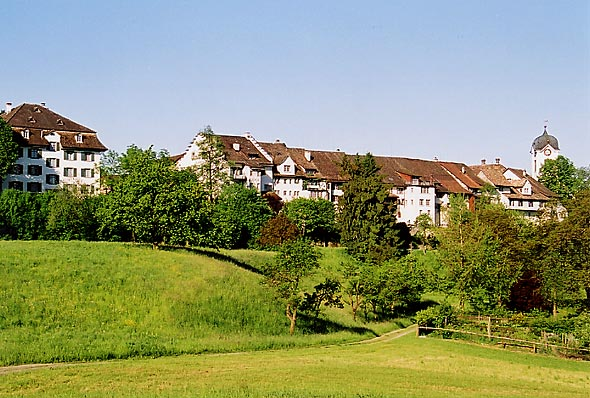
Städtchen Grüningen, Ansicht von Norden

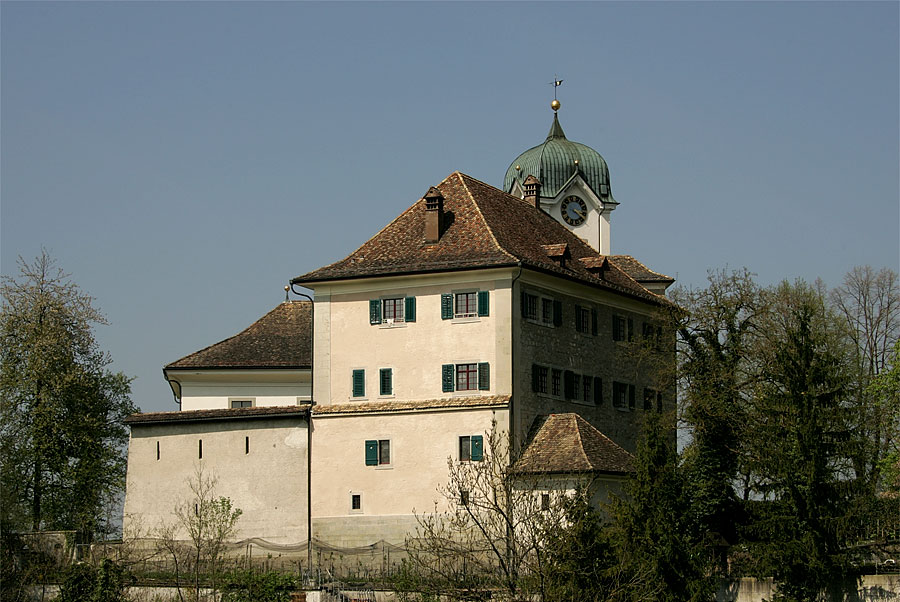
Schloss und Kirche Grüningen, Ansicht von Westen

Im Zusammenhang mit der sogenannten Regensberger Fehde musste Lüthold VI. von Regensberg im Jahr 1269 das Grüninger Lehen dem Kloster St. Gallen zurückgeben, das 1273 Schloss und Herrschaft an seinen Ministerialen Walter von Elgg verpfändete. Der im gleichen Jahr zum deutschen König gekrönte Rudolf von Habsburg sicherte sich ein Jahr später respektive zwischen 1273 und 1284 die Herrschaft Grüningen.
Anfang des 14. Jahrhunderts wurde die Verwaltung dem Grafen von Habsburg-Laufenburg übertragen. Im Jahr 1314 wurden die Grafen von Toggenburg als Pfleger eingesetzt. Als vorgeschobener südlicher Stützpunkt gewann Grüningen im Zusammenhang mit den territorialen Auseinandersetzungen zwischen Habsburg-Österreich und der Eidgenossenschaft zunehmend an Bedeutung.
1374 wurde Grüningen an den österreichischen Feldhauptmann, Ritter und Kämmerer Heinrich Gessler aus dem aargauischen Meienberg verpfändet, der die Befestigungsanlagen der Burg ausbaute. Grüningen lag zwar nicht unmittelbar im Kampfgebiet des Sempacherkriegs (1364–89), Zürcher Truppen unternahmen jedoch einzelne Raubzüge in habsburgische Gebiete, und so wurde auch Grüningen verwüstet. Ein erneuter Kriegszug ins Grüninger Amt erfolgte 1388 (Schlacht bei Näfels).

### Landvogtei Grüningen (1406–1798)
Nachdem Heinrich Gessler 1403 verstorben war, übernahm sein Sohn Hermann Gessler die Nachfolge, geriet aber durch fortwährende Abwehrkämpfe gegen Zürich in Geldnot. Die Brüder Hermann und Wilhelm Gessler verpfändeten die Herrschaft Grüningen im Jahr 1406 (oder 1408) an die Stadt Zürich, ohne die Ermächtigung von Habsburg eingeholt zu haben. Das Haus Habsburg versuchte wiederholt, das verpfändete Gebiet auszulösen und so wieder in den Besitz seines strategisch wichtigen westlichen Vorpostens zu gelangen.
Der Rat von Zürich vergab die Herrschaft pachtweise an das Ehepaar Heinrich und Anna Hagnauer. Nach Konsolidierung der verworrenen politischen Lage im Anschluss an die Eroberung des Aargaus wurde Heinrich Hagnauer 1416 zum Vogt gewählt und Grüningen als Äussere Vogtei beziehungsweise Landvogtei der Stadt Zürich verwaltet.
Die Eingliederung der Herrschaft Grüningen in den Zürcher Stadtstaat verlief keineswegs konfliktfrei. Die Beziehungen zwischen der neuen Obrigkeit und der Landbevölkerung sollen von Beginn an sehr angespannt gewesen sein, da der Zürcher Landvogt ein strenges Regiment über die Landschaft ausgeübt und die Rechte der Bevölkerung im Vergleich zur habsburgischen Herrschaft eingeschränkt haben soll.

#### Alter Zürichkrieg
Während des Alten Zürichkriegs (1436–50) zogen 1'100 Schwyzer und Glarner anfangs November 1440 ins Grüninger Amt und belagerten Städtchen und Schloss, das von Vogt Jakob Murer mit 40 Mann verteidigt wurde. Ein Bote nach Zürich, der Verstärkung anforderte, kehrte unverrichteter Dinge nach Grüningen zurück, und so war die Gegenwehr der Grüninger gering. Am 10. November 1440 waren Amt und Städtchen und acht Tage später auch das Schloss kampflos in der Hand der Eidgenossen.

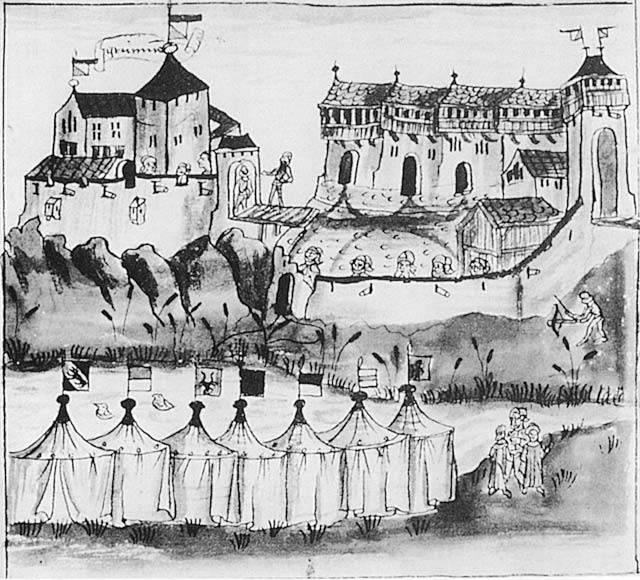
Belagerung vom November 1440 oder Juni 1443

Die Truppen der Eidgenossen plünderten und verwüsteten die Besitzungen Zürichs links und rechts des Zürichsees, bis auf die Vermittlung von Graf Hugo von Montfort im November in Kilchberg ein Friede geschlossen werden konnte, der am 1. Dezember 1440 in Luzern verbrieft wurde. Die Bedingungen bedeuteten eine völlige Niederlage Zürichs. In dieser für Zürich äusserst schlechten Situation forderte 1441 der deutsche König, Friedrich III. von Habsburg, zudem noch die Rückgabe der Herrschaft Grüningen.
Durch Vermittlung Berns erhielt Grüningen einen gesonderten Rechtsstatus, festgehalten im sogenannten «Berner Spruch» vom 17. März 1441.
Vom 11. bis 16. Juni 1443 belagerten die Acht alten Orte Schloss und Städtchen Grüningen zum zweiten Mal, und die Mehrheit der Verteidiger trat für eine Übergabe ein. Dabei wurde trotz der Zusicherung des freien Geleites Vogt Peter Kilchmann von einem Unterwalder erschlagen. In der zweiten Junihälfte 1443 erschienen bei hereinbrechender Nacht mehr als vierzig Mann der Besatzung von Grüningen vor dem Stadttor von Rapperswil und baten um Einlass. Ihnen wurde jedoch der Eintritt verweigert, weil sie «nicht ehrlich und redlich zu Grüningen als Zürcher Besitz gehalten hatten. Sie mussten nun die ganze Nacht vor der Stadt Rapperswil im Freien zubringen; nur den Büchsenmeister liessen die Rosenstädter hinein, weil er sich entschuldigt hatte, er würde an der Kapitulation von Grüningen keine Schuld tragen. Am folgenden Tag zog die Grüninger Mannschaft weiter nach Zürich, wo sie sofort ins Gefängnis gesteckt und scharf gebüsst wurde.»
Innerschweizer Heerhaufen unter dem Schwyzer Landammann Ital Reding der Ältere fielen nach den erfolglosen Friedensverhandlungen in Baden Ende April 1444 in das Stadtzürcher Hinterland (Landvogteien Grüningen und Greifensee) ein. Am 1. Mai 1444 erreichten sie das Städtchen Greifensee und belagerten es vier Wochen lange. Nach erbitterten Kämpfen wurde am 28. Mai 1444 die überlebende Besatzung von Greifensee von den Eidgenossen auf der «Blutmatte» in Nänikon mit dem Schwert enthauptet und Greifensee weitgehend zerstört (Mord von Greifensee).
Am 24. August 1450 wurden durch Zürich und die anderen Eidgenossen auf einer Wiese beim Kloster Einsiedeln feierlich die alten Bünde durch Eid erneuert und die im Krieg erbeuteten Fahnen ausgetauscht. Damit war der Alte Zürichkrieg auch formal beendet, und Grüningen wurde definitiv zürcherisches Herrschaftsgebiet.

#### Äussere Vogtei von Zürich

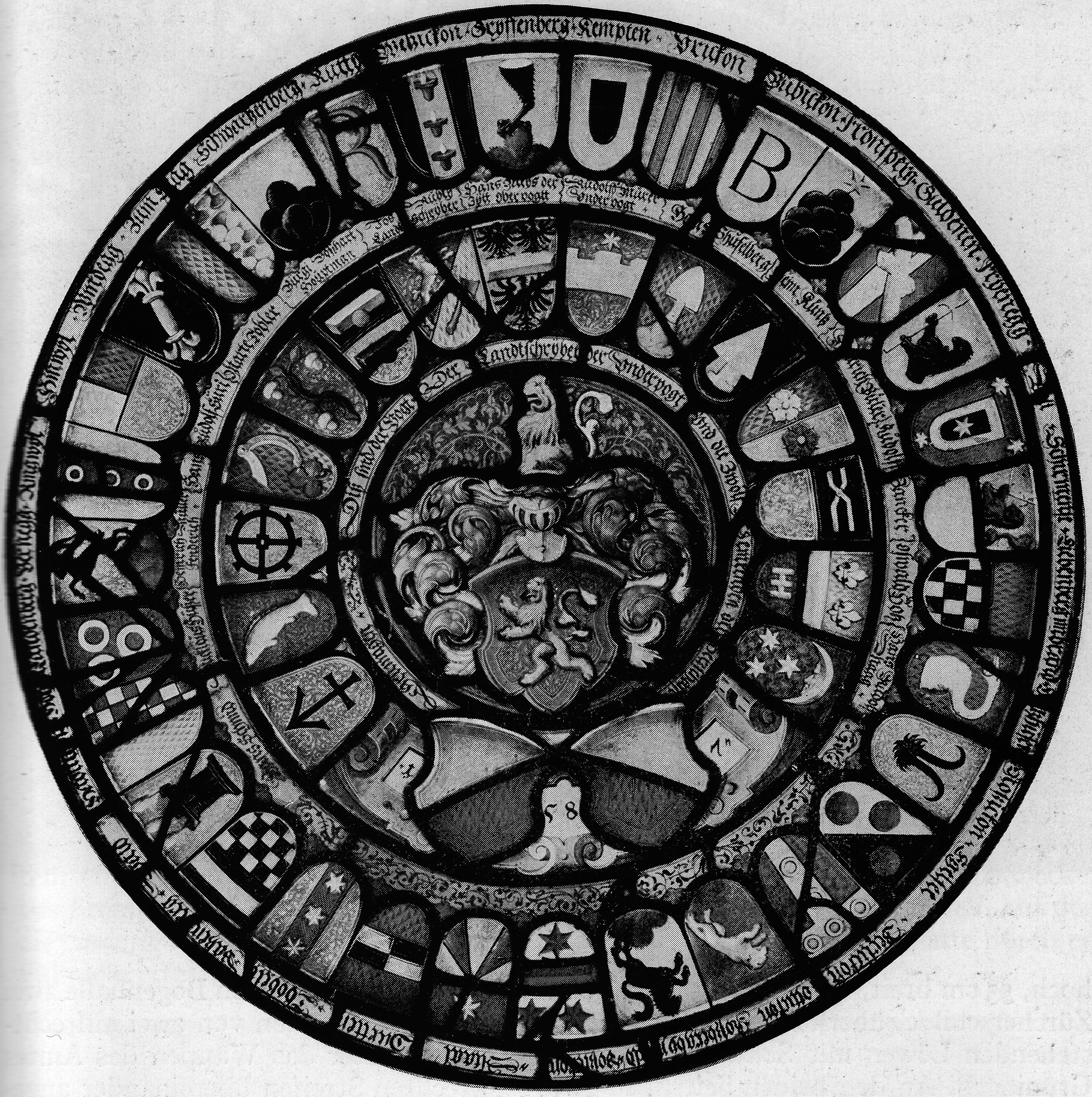
Ämterscheibe von Grüningen, 1587 (heute im Victoria and Albert Museum); im Zentrum das Wappen von Grüningen, im inneren Ring Wappen von Obervogt, Untervogt, Landschreiber und zwölf Gemeindevertretern; im äusseren Ring 32 Ortswappen (Dörfer, Höfe, Burgställe), darunter die seit den 1920er Jahren wieder offiziell als Gemeindewappen verwendeten Wappen von Dürnten, Wila (Hohenlandenberg), Hinwil, Rüti und Wetzikon.

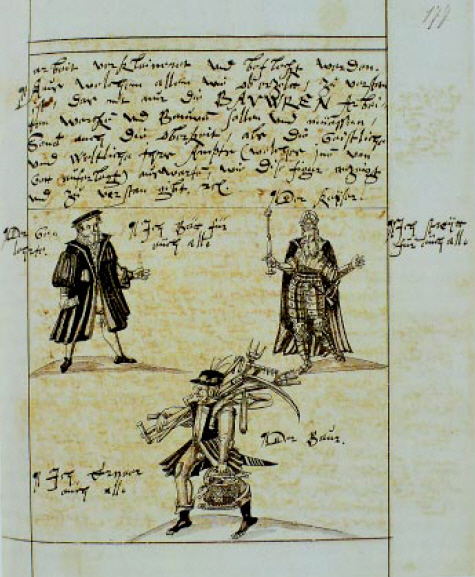
«Die Drei Stände» in der handschriftlichen Chronik der Herrschaft Grüningen von 1610. Der «Gelehrte» betet für alle, der «Kaiser» streitet für alle, der «Bauer» ernährt alle.

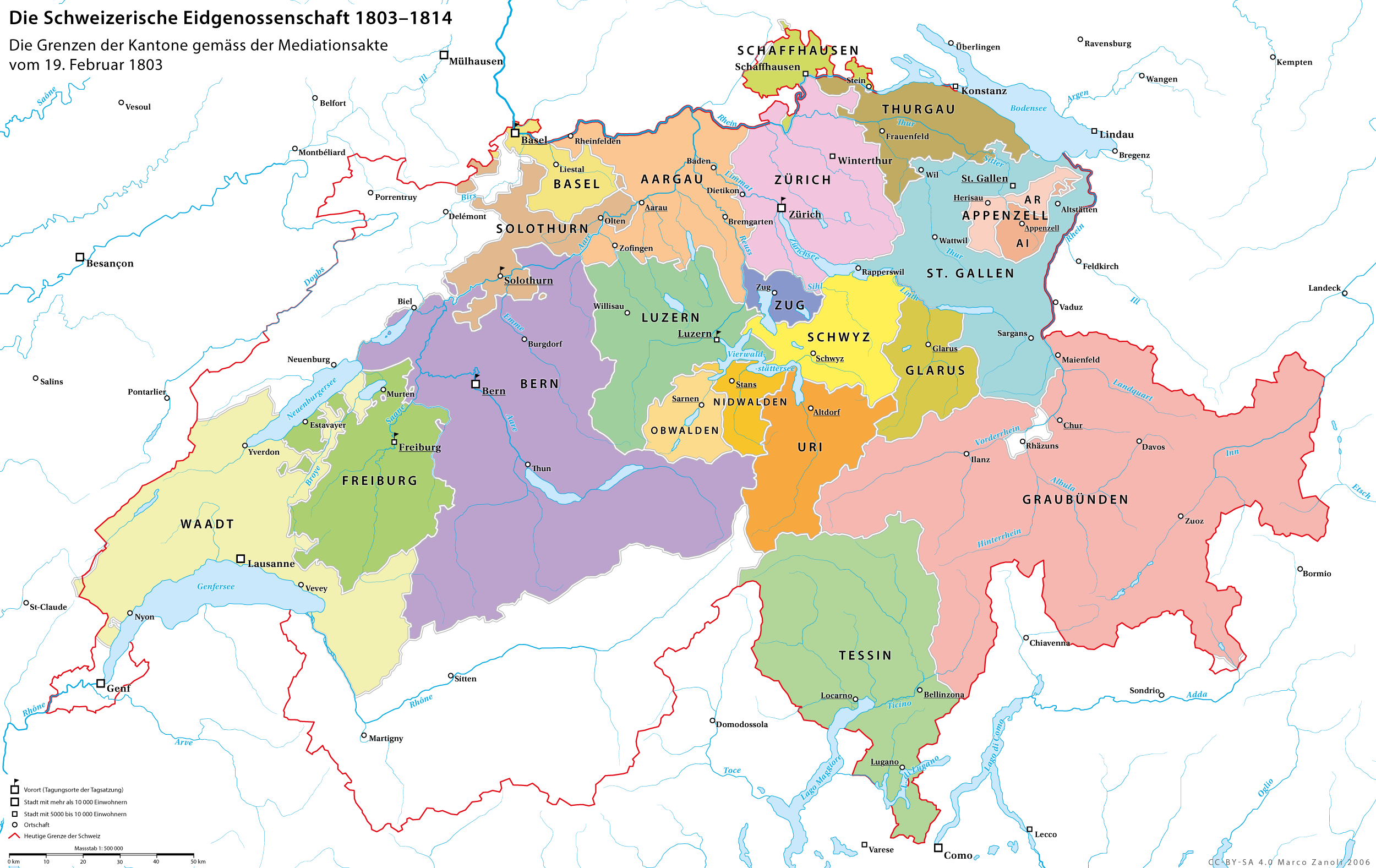
Die Schweizerische Eidgenossenschaft während der Mediationszeit 1803–1814

In den folgenden Jahren festigte Zürich im Amt Grüningen, auch Herrschaft oder Amt genannt, seine Vorherrschaft. Das Amt grenzte an den Thurgau, an das Toggenburg, Uznach, Rapperswil und an die zürcherischen Landvogteien Greifensee, Kyburg und die Obervogtei Stäfa. Die Herrschaft Grüningen umfasste 17 Burgen, zwei Klöster sowie 13 Pfarrgemeinden.
Während des Waldmannhandels (Waldmannsche Spruchbriefe) im Frühjahr 1489 behaupteten sich die Grüninger erfolgreich gegen die Rechtsvereinheitlichung.
In den Bauernunruhen von 1525 verweigerten sie Herrschaftsabgaben an die Stadt Zürich.
Auch die Täuferbewegung fand in der Bevölkerung der Landvogtei grossen Rückhalt.

### Helvetik, Mediation und Restauration (1798–1830)
Nach der französischen Revolution war auch das Ende der Ordnung der alten Eidgenossenschaft und des Stadtstaates Zürich absehbar. Mit der militärischen Besetzung von Stäfa (sog. Stäfnerhandel) versuchte Zürich noch im Jahr 1795, diese Entwicklung aufzuhalten. Die Erklärung über die vollkommene Freiheit und Gleichheit zwischen Stadt und Land durch ein Dekret des Grossen Rates am 5. Februar 1798 kam jedoch zu spät, und französische Revolutionstruppen marschierten in die Eidgenossenschaft ein. Am 13. März 1798 dankte der zürcherische Rat ab, die Landvogteien wurden aufgehoben, und der letzte seit 1792 amtierende Landvogt Heinrich Lavater verliess Grüningen.
Das Herrschaftsgebiet der Stadt Zürich wurde in 15 Distrikte eingeteilt. Ein Teil der ehemaligen Landvogtei Grüningen wurde zu einem helvetischen Distrikt erhoben mit dem Hauptort Grüningen und den Gemeinden Bubikon, Gossau, Oetwil, Egg, Mönchaltorf, Rüti und Dürnten. Jeder Distrikt hatte einen Statthalter und ein Gericht von neun Mitgliedern, jede Gemeinde einen Agenten.
Das Ende des Einheitsstaates und des helvetischen Direktoriums kam schon nach fünf Jahren. Am 19. Februar 1803 erfolgte in Paris die Übergabe der Mediationsakte an die Schweiz.
Der Kanton Zürich wurde nun in fünf Bezirke eingeteilt, mit wiederum je 13 Zünften.
Grüningen gelangte zusammen mit Gossau, Wetzikon, Wald, Fischenthal und Hinwil zum Mediationsbezirk Uster. In dieser Zeit wurden die Grundlagen der heutigen Gemeindeorganisation der politischen Gemeinde geschaffen.
Als Folge der endgültigen Niederlage von Napoleon erhielten von 1814 bis 1830 konservative Kreise wieder Oberhand und versuchten die vor dem Einmarsch der Revolutionstruppen vorherrschende Ordnung teilweise wieder einzuführen. Der heutige Kanton Zürich wurde in elf Oberämter eingeteilt, denen jeweils ein Oberamtmann vorstand. Dessen Stellung entsprach derjenigen der früheren Landvögte. In seinen Aufgabenbereich vereinigten sich Verwaltung und Rechtspflege wieder und die Gewaltentrennung aus der Mediationszeit wurde damit teilweise rückgängig gemacht, wenn auch zum Oberamt ein Amtsgericht gehörte, der Oberamtmann war jedoch dessen Präsident. Grüningen wurde wiederum Hauptort. Dem Oberamt Grüningen gehörten die Gemeinden Grüningen, Wetzikon, Gossau, Bubikon, Rüti, Hinwil, Dürnten, Wald, Fischenthal und Bäretswil an, mit Amts- und Wohnsitz des Oberamtmannes im Schloss Grüningen.

### Vom Amt Greifensee zum Bezirk Hinwil (1830)

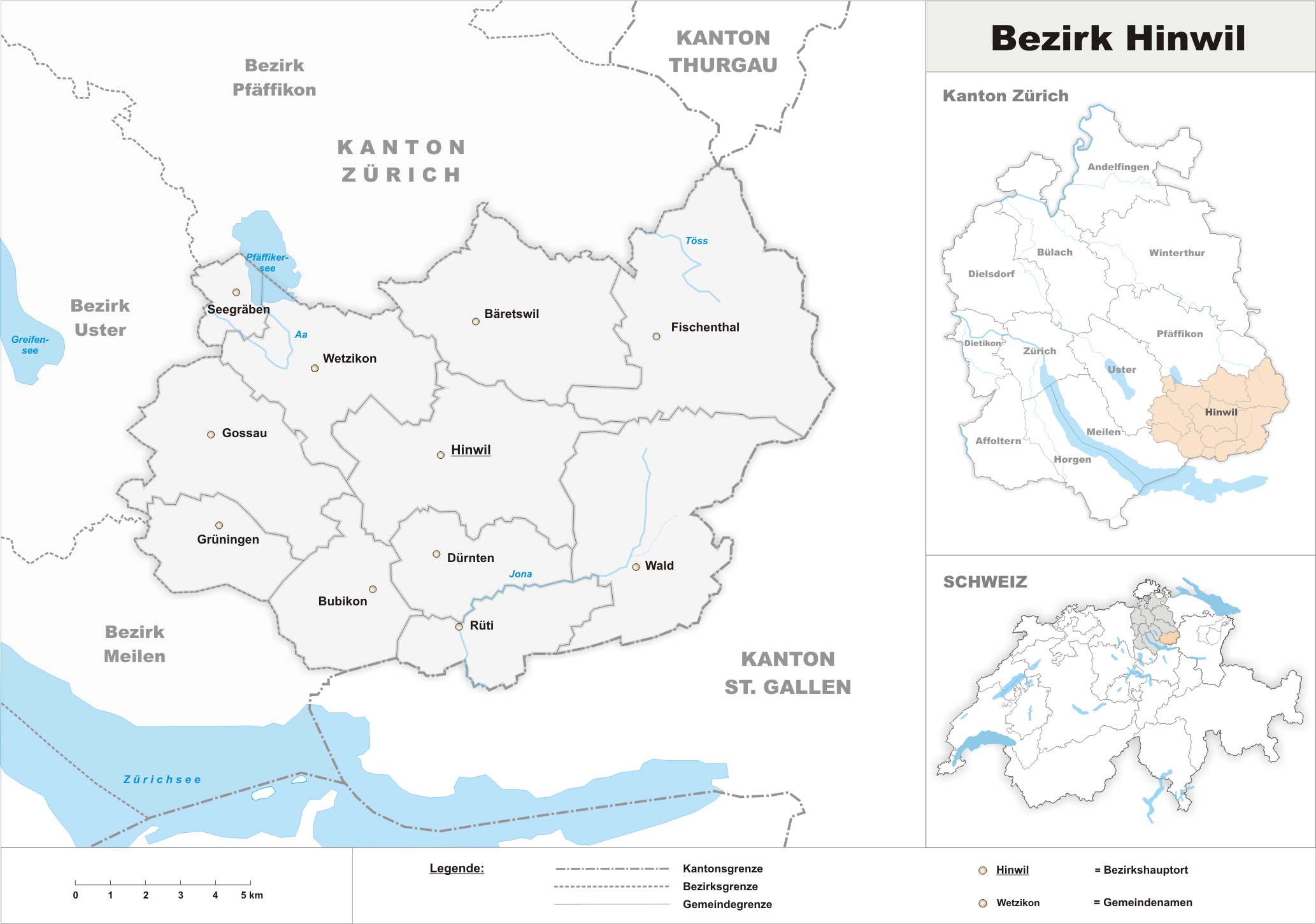
Karte des Bezirks Hinwil

1830 forderte das Zürcher Landvolk Reformen und verlangte völlige Gleichberechtigung zwischen Stadt und Landschaft. An einer Volksversammlung wurden am 22. November in Uster in einem Memorial Forderungen aufgestellt. Auf Grund des Drucks der Bevölkerung fanden bereits am 6. Dezember 1830 Wahlen in den neuen Grossen Rat statt. Nur drei Monate später, am 20. März 1831, folgte die Volksabstimmung über die neue Kantonsverfassung, der eine überwältigende Mehrheit der Stimmberechtigten zustimmte.
Mit der Volksabstimmung vom 20. März 1831 wurden die Oberämter aufgehoben. Die Gemeinden des bis dato Oberamtes Grüningen bildeten den neuen Bezirk Hinwil – Bezirkshauptort wurde Hinwil.

## Organisation, Verwaltung und Gerichtsbarkeit (Landvogtei)

### Organisation und Verwaltung
Die Stadt Zürich verwaltete die Herrschaft Grüningen als sogenannte «Äussere Vogtei». Ein Landvogt residierte auf Schloss Grüningen und nahm die Herrschaftsrechte im Namen von Zürich wahr. Üblicherweise war der Landvogt ein Mitglied des Grossen Rats der Stadt Zürich, das dafür aber für die Amtszeit aus dem Rat ausschied. Im Gegensatz zu den Obervogteien bestand für die Landvögte eine Residenzpflicht in der Vogtei. Die Amtszeit der Landvögte betrug seit 1543 sechs Jahre, eine zweite Amtsdauer war ausgeschlossen.
Zwei Obervögte amtierten auch in den Äusseren Vogteien in einem jährlichen Turnus, seit dem 16. Jahrhundert amtieren die beiden sich ablösenden Vögte kollegial. Ihre Amtszeit war nicht beschränkt.
Schloss Grüningen war Sitz und Wohnstätte der vom Grossen Rat von Zürich eingesetzten Landvögte. Diese stammten durchwegs aus einflussreichen und bedeutenden städtischen Bürgerfamilien. Die Landvögte hatten ihr Amt in Vertretung der stadtzürcherischen Obrigkeit zu erfüllen und mussten sich an die von Zürich gesetzte Rechtsordnung halten und für deren Einhaltung sorgen. Sie waren oberster Justiz- und Verwaltungsorgan zugleich. Je nach Persönlichkeit des jeweiligen Landvogtes war deren Amtsausübung recht unterschiedlich. Von 1408 bis 1798 residierten 66 Landvögte im Schloss.

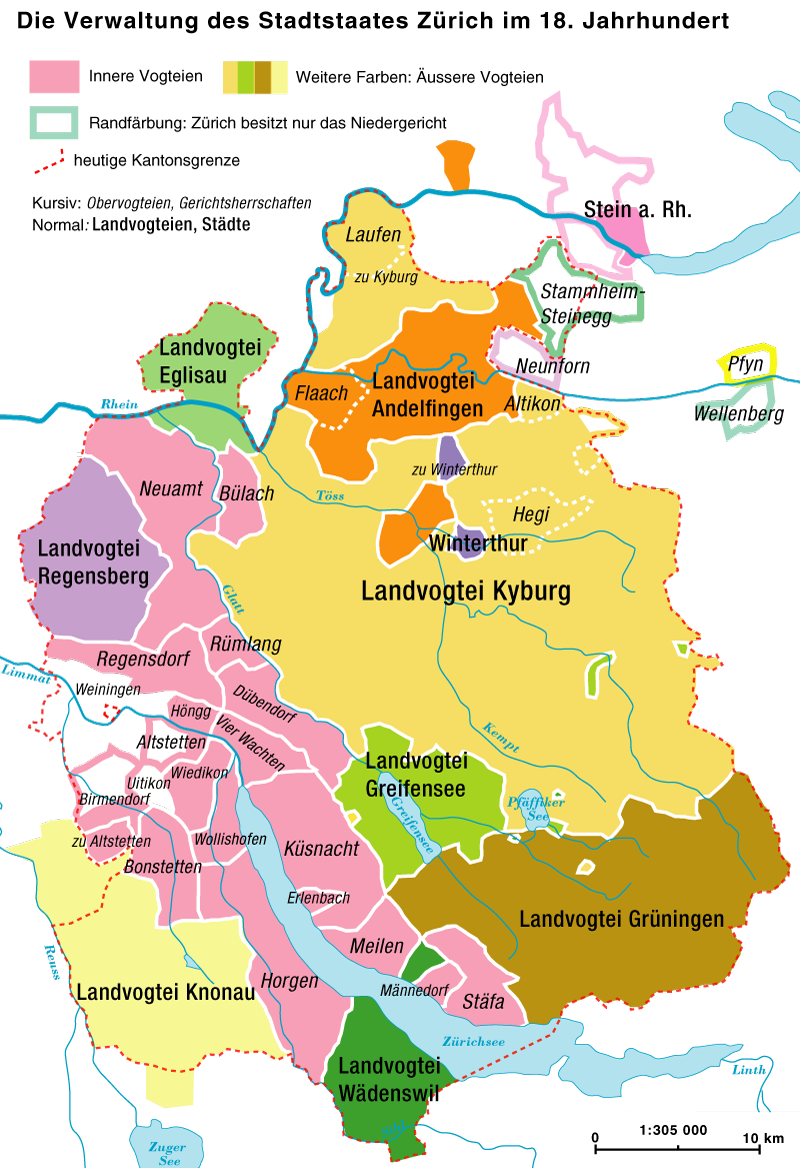
Die Verwaltungsgliederung des Zürcher Stadtstaats bis 1798

In der Herrschaft standen 17 Burgen, das Kloster Rüti, die Johanniterkommende Bubikon sowie 13 Pfarrgemeinden:
- Bäretswil
- Bubikon
- Dürnten
- Egg
- Fischenthal
- Gossau
- Grüningen
- Hinwil
- Hombrechtikon
- Mönchaltorf
- Rüti (Amt Rüti)
- Wald
- Wetzikon und der heutige Ortsteil Kempten
- Enklaven: Dingstatt Binzikon (Gemeinde Grüningen), Greifenberg (Gemeinde Bäretswil)

### Gerichtsbarkeit
Das Herrschaftsgericht übte die obere Gerichtsbarkeit aus, niedere Gerichtsbarkeiten standen den Gerichtsherrschaften Greifenberg (Bäretswil), Kempten und Wetzikon zu.
Aus dem frühen Mittelalter stammten ausserdem noch die vier Hofgerichte von Dürnten, Mönchaltorf, Wald und Fischenthal sowie die Dingstatt Binzikon (Gemeinde Grüningen), zu der sieben Dörfer/Weiler gehörten. Das Herrschaftsgericht verdrängte indessen zusehends die Hofgerichte.
Innerhalb der Landvogtei bestanden die folgenden Gerichtsherrschaften, in denen sich die niedere Gerichtsbarkeit zeitweise oder dauernd nicht im Besitz der Stadt Zürich war:
- Herrschaft Greifenberg (Als Lehen des Klosters St. Gallen bei den Freiherren von Hinwil, später bei den Schmid aus Zürich)
- Wernetshausen (zu 2/3 im Besitz der Freiherren von Hinwil)
- Wetzikon (mit Hörnen als Exklave in der Landvogtei Kyburg im Besitz der Herren von Breitenlandenberg, später der Meiss aus Zürich)
- Kempten (im Besitz der Blarer von Wartensee aus Zürich, später mit der Schmid aus Zürich)
- Herrschaft Bubikon (mit Hinwil und Grüt, im Besitz des Johanniterordens bis 1789)
- Rüti (mit Oberdürnten, Fägswil, Tägernau, im Besitz des Klosters Rüti bis 1525, dann Amt Rüti)

Wegen der heterogenen Zusammensetzung der Herrschaft galten verschiedene Offnungen respektive Sonderrechte: Der Dingstatt-Rodel von Binzikon (1435) für den Kern der Herrschaft, der Hofrodel von Dürnten (1480) und die Hofrödel von Fischenthal und Wald gehen teilweise auf die österreichische Herrschaftszeit zurück.
Im 16. Jahrhundert wird das Gericht der Zwölf in Grüningen erwähnt, das spätere Herrschaftsgericht, das die spätmittelalterlichen Hofgerichte ablöste.
Die Blutgerichtsbarkeit lag beim Landtag – eine Appellationsmöglichkeit an den Zürcher Rat bestand nicht.
Das Privatrecht wurde erst mit dem Grüninger Amtsrecht von 1668 vereinheitlicht.

## Wappen

Wappen der Herrschaft Grüningen

Blasonierung: In Grün ein steigender silberner, goldgezungter und bewehrter Löwe
Der Löwe als Tier auf dem Gemeindewappen lässt sich erstmals 1370 auf einem Siegel nachweisen. Wahrscheinlich ist das Wappentier auf den Habsburger Löwen zurückzuführen, denn Grüningen war 1274–1408 österreichisch. Der grüne Hintergrund weist auf den Namen Grüningen. Das Stadtwappen stimmt auch mit dem der späteren zürcherischen Landvogtei überein. Alle zeitgenössischen Unterlagen (Wappenbücher, Wappenscheiben, Landkarten, Siegel etc.) zeigen den Löwen auf dem grünen Hintergrund.